# تپه تاریخی آوه

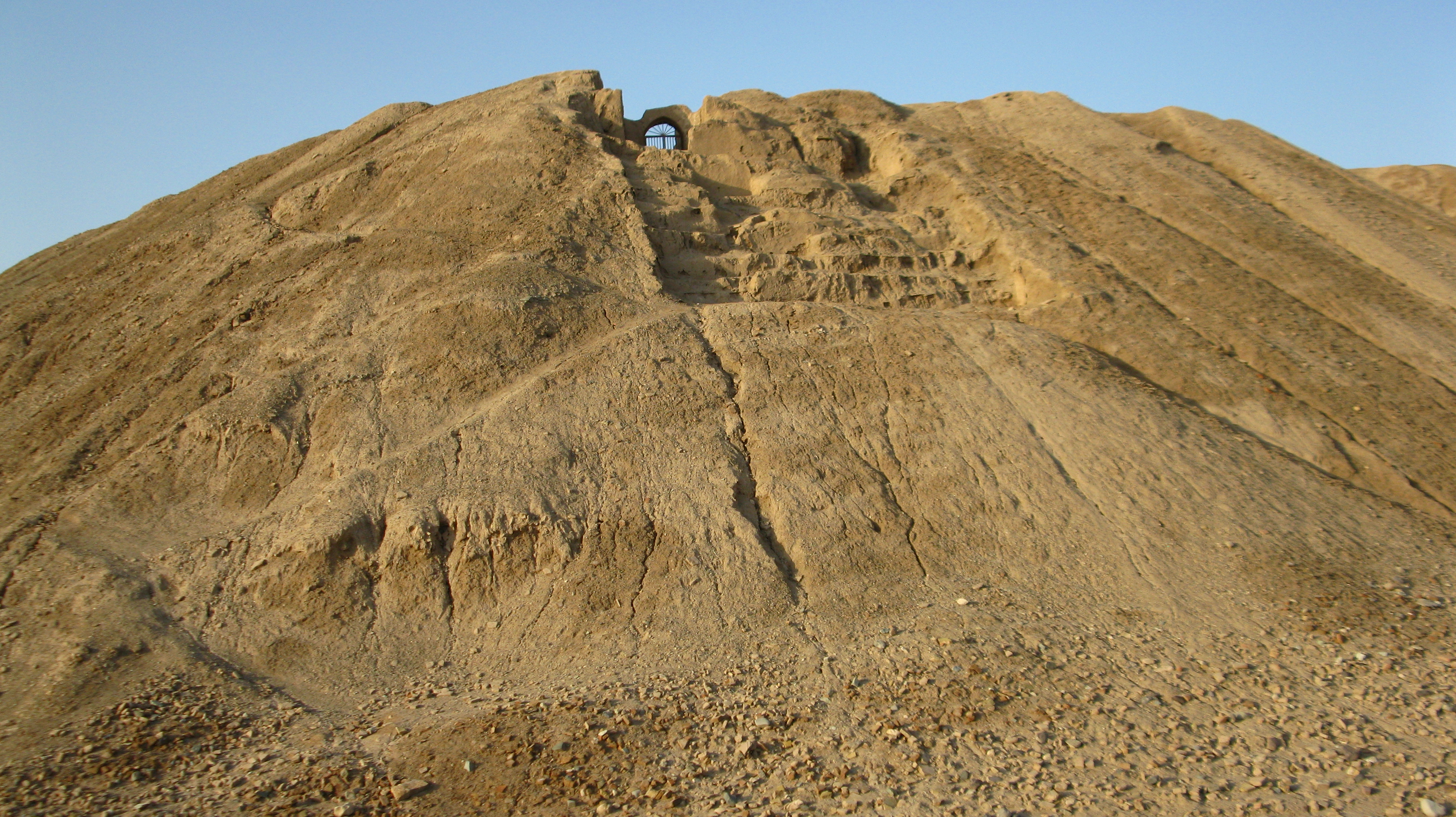
تپه باستانی آوه

تپه تاریخی آوه در کنار شهر آوه از توابع شهرستان ساوه قرار دارد.
تاکنون از این مکان سفالینه‌های بسیاری استخراج شده‌است که عمدتاً به دوره‌های پیش از اسلام و نیز برخی هم به دورهٔ بعد از اسلام تعلق دارند.
محوطه تاریخی آوه یکی از شهرهای مهم دوره اسلامی و شیعه‌نشین بوده که طبق آخرین فصل کاوش، در این منطقه یک شهر ۲۲۰ هکتاری با حریم آزاد وجود دارد که تمام آن زیر خاک است.
محوطه تاریخی آوه در دوره مغول به دلایلی که هنوز مشخص نشده‌است، متروک شد و پس از گذشت سال‌ها و بر اثر عوامل جوی به صورت آوار فرو ریخته شده و در زیر خاک قرار گرفت.
از زمان ناصرالدین شاه که رفت‌وآمد اروپاییان به ایران افزایش یافت این محوطه مورد تعرض و تجاوز اشخاص سودجو و حفاران غیرمجاز قرار گرفت.
منطقه تاریخی آوه آثار باستانی جالب توجهی دارد که کاروانسرا شاه عباسی از آن جمله است.
این کاروانسرا یکی از بناهای ماندگار و تاریخی آوه است که از یادگارهای دوره صفوی و به شکل چهار ایوانی و قرینه سازی کامل ساخته شده‌است.
ساختمان اصلی بنا از خارج و داخل به شکل مربع و دروازه ورودی آن در سمت جنوب بنا واقع شده‌است.
ورودی کاروانسرا با عبور از یک دالان طولانی به حیاط می‌رسد، داخل حیاط به صورت چهار ایوانی است که در وسط هر جبهه آن قوسی بلند دیده می‌شود.
این کاروانسرا در حدود دو هزار و۸۰۰ متر زیر بنا دارد، دیوارهای داخلی و خارجی آن خشتی، آجری و طاق‌های هلالی و سقف‌های گنبدی شکل دارد.
ˈآب انبار بلور ˈ در مقابل دروازه ورودی کاروانسرا قرار دارد و مصالح به کار رفته در این آب انبار شباهت زیادی با مصالح به کار رفته در کاروانسرا دارد.
بنای آب انبار نیز به دوره صفوی مربوط است و برای تأمین آب مورد نیاز مسافران ساخته شده‌است.
یکی دیگر از آثار تاریخی این منطقه ˈبقعه امامزاده عبدالله ˈ است که ساختمان ساده‌ای دارد و از آثار دوره سلجوقی است.
تپه باستانی آوه که نزدیک به ۳۰ متر ارتفاع دارد، بقایای برج یا ساختمانی مرتفع است که در دامنه این تپه خشت و آجرهای فراوانی به چشم می‌خورد.
این تپه یکی از برج‌های دیدبانی است که سلطان محمد سلجوقی در چهار طرف آوه آن را ساخته بود.